# Geografie Islandu
Island (ledová země) je ostrovní stát v severozápadní části Evropy u pobřeží Atlantského oceánu.

## Poloha

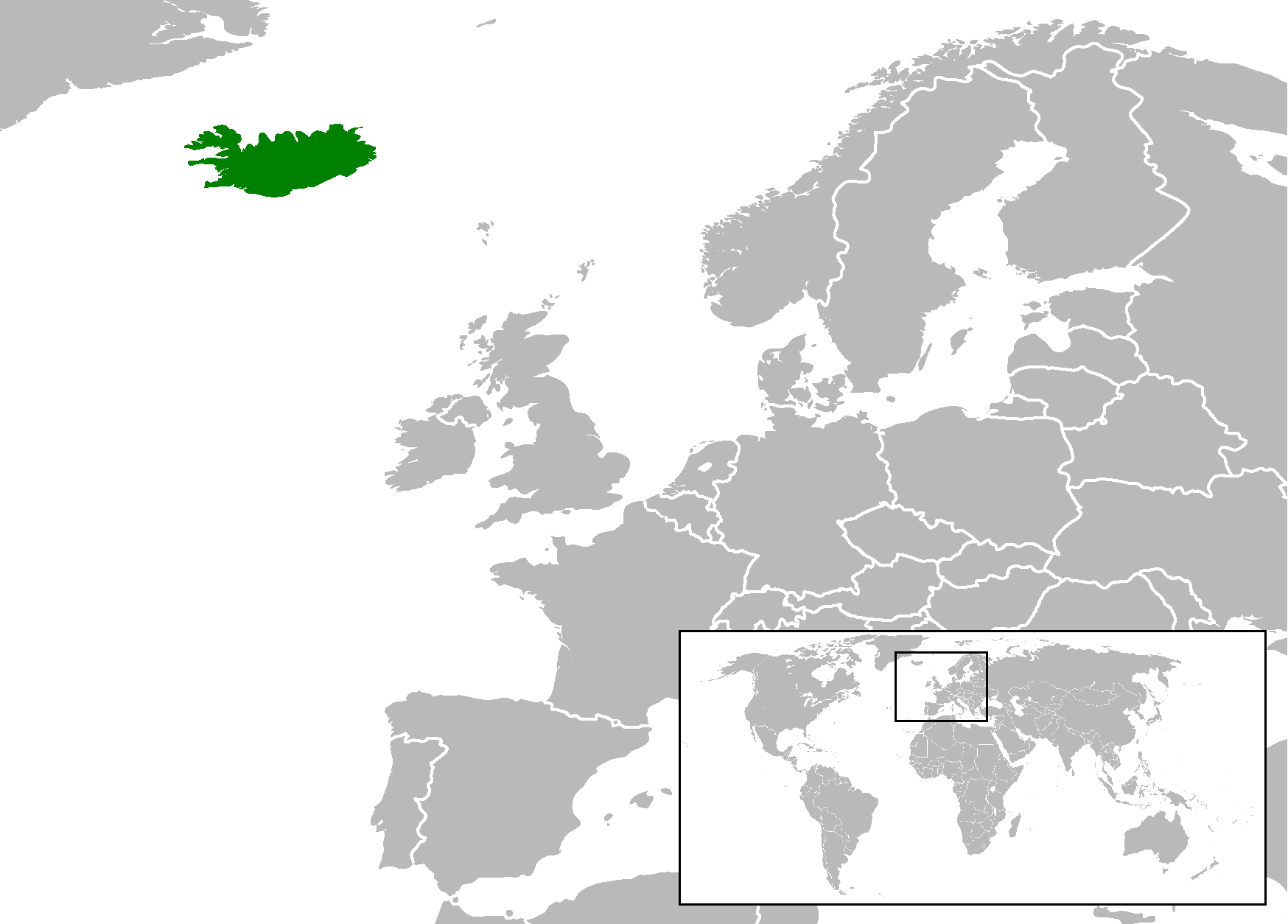
Poloha Islandu na mapě Evropy.

Island je ostrovní stát, nacházející se v severozápadní části Evropy při pobřeží Severního Atlantského oceánu. 99,8 % Islandu leží na stejnojmenném ostrově - Island, který má rozlohu 103 000 km² a je druhým největším ostrovem v Evropě po Velké Británii. Celkem má Island rozlohu 103 125 km². Leží mezi 300 km vzdáleným Grónskem na severozápadě, 550 km vzdáleným ostrovem Jan Mayen na severovýchodě, 1000 km vzdáleným Norskem na východě a 450 km vzdálenými Faerskými ostrovy na jihovýchodě. Vzdálenost mezi Prahou a hlavním městem Reykjavíkem je kolem 2650 km.

### Souřadnice
Střed Islandu má souřadnice 64° 45' s.š., 18° 30' z.d. Nejsevernější bod hlavního ostrova Islandu je Rifstangi (66° 32' s.š.), nejjižnější bod je Kötlutangi (63° 24 s.š.), nejzápadnější bod je Bjargtangar (24° 32' z.d., je také nejzápadnějším bodem Evropy) a nejvýchodnější bod je Gerpir (13° 30' z.d.). Island včetně jeho malých ostrůvků má nejsevernější bod nad severním polárním kruhem, kam hlavní ostrov nezasahuje. Zasahují tam ostrovy Grímsey a Kolbeinsey. Kolbeinsey je mnohem severněji a je to nejsevernější bod Islandu (67° 09' s.š.). Nejjižnějším bodem je ostrov Surtsey (63° 18' s.š.).

## Topografie

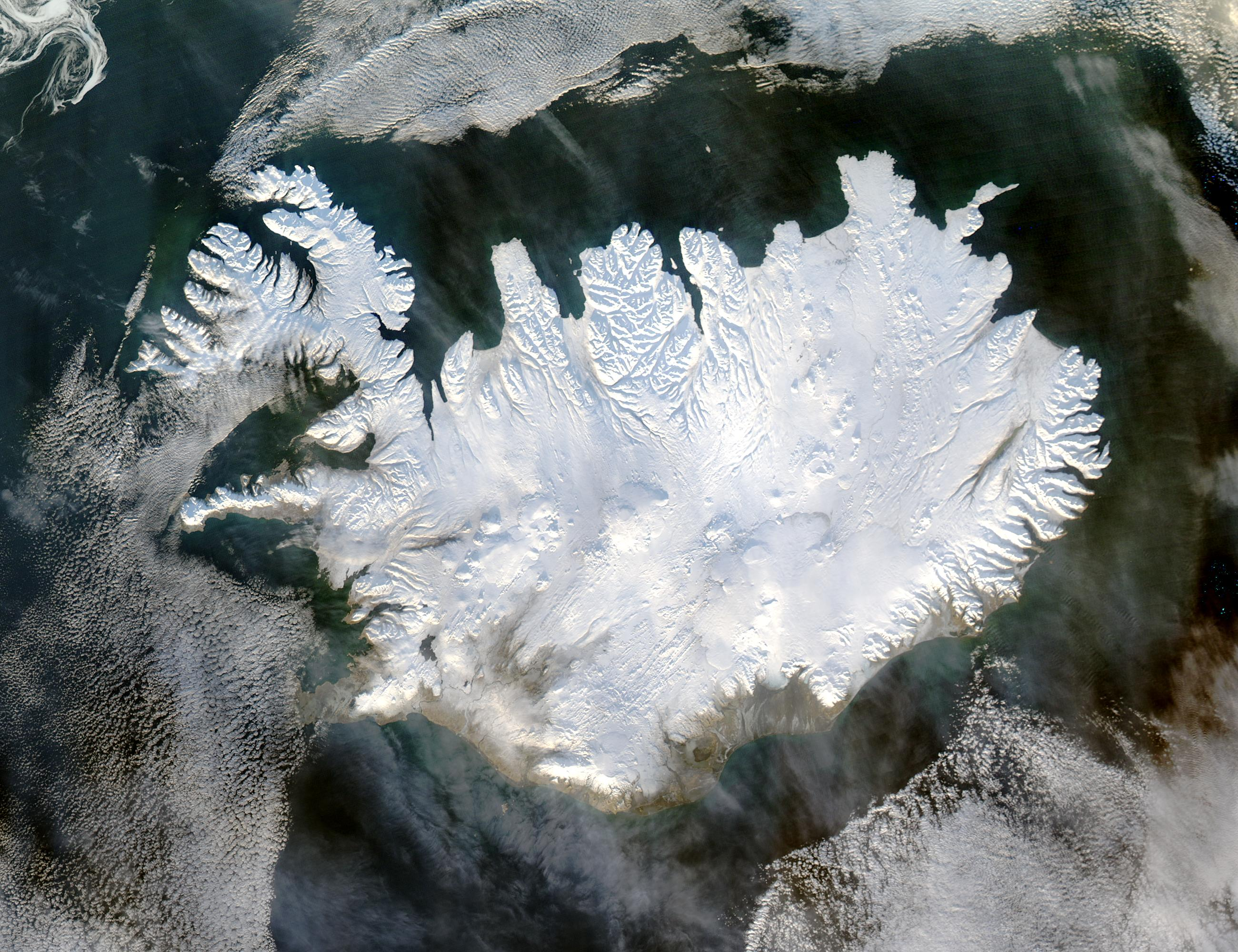
Pohled na Island z vesmíru.

Mapa Islandu

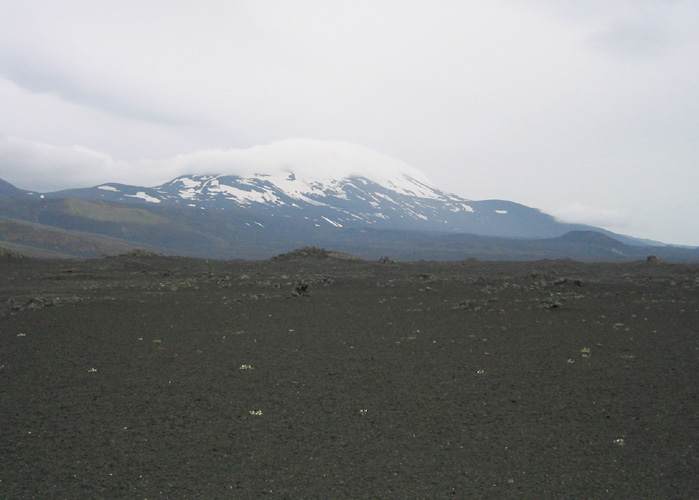
Sopka Hekla

Island je se svou rozlohou 103 125 km² druhým největším ostrovem v Evropě. Jeho břehy jsou od Skotska vzdáleny kolem 800 km, od Norska 970 km, od Grónska 287 km a od Faerských ostrovů 420 km. Na severu se téměř dotýká severního polárního kruhu, avšak pouze ostrůvek Grímsey je jím skutečně protnut. Zejména střed a východ ostrova se nachází v dost velké nadmořské výšce, směrem k severnímu pobřeží vybíhají řekami oddělené hřbety.
Krajinu zdobí několik desítek vulkánů s dominantní výškou, které tvoří zdaleka viditelné kužely. Starší skalní hřbety vystupují z náhorních plošin a ledovců. Nejznámější je sopka Hekla měřící 1 491 m. Patří k nejaktivnějším na světě. Leží 50 km od jižního pobřeží. Má zhruba tvar loďky obrácené dnem vzhůru, na jejímž dně se prolamují jednotlivé krátery o hloubce až 100 m. Její historie představuje více než 7 000 let střídavého vylévání lávy a popela ze sopouchů situovaných na puklině dlouhé přibližně 8 km. Celkový počet erupcí vulkánu pravděpodobně přesáhl stovku, avšak po osídlení ostrova Vikingy je jich zaznamenáno pouze šestnáct. Nejstarší výbuch je doložen z roku 1104, poslední byl pozorován v roce 1991. Na Islandu se nachází také velké množství štítových sopek.
Hvannadalshnjúkur měřící 2109,6 m leží na jihovýchodním pobřeží Islandu v oblasti ledovce Vatnajökull na okraji zaledněné kaldery sopky Öraefajökull. Je nejvyšším bodem ostrova, v průměru má 35 km, vrcholová část představuje kalderu o průměru 5 km. Hora vznikla ve čtvrtohorách a svrchní partie jsou tvořeny dokonce holocenními lávami. Je stále aktivní.
Krafla měřící 818 m se nachází severovýchodně od jezera Mývatn v centrální části ostrova. Také tato sopka je vázána na hlubinné zlomy. Na jejím jihozápadním svahu se nachází maar Vítí o průměru 320 m, který vznikl v roce 1724. Nedaleko byla postavena geotermální elektrárna. Západně od sopky leží mladé lávové pole, z něhož se doposud kouří, syčí tam solfatary a víří bahenní sopky.

### Vrchoviny
Vrchoviny pokrývají většinu rozlohy státu. Jsou položeny nad nadmořskou výškou 400 až 500 m a jsou téměř neobydleny, protože z dešťů a sněhu voda neodtéká, ale zůstane stát. Mnoho ledovců jako jsou Vatnajökull, Langjökull a Hofsjökull patří také do vrchovin. Vegetace je pouze na okrajích ledovcových řek. Vrchoviny jsou dostupné pouze v letních měsících. V zimních měsících jsou silnice do vnitrozemí zavřené.

### Nížiny
Nížin na Islandu je poměrně málo, asi nejrozsáhlejší nížina se nachází pod ledovcem Vatnajökull a v okolí města Selfoss. Další nížiny jsou na východě v okolí města Egilsstaðir, na poloostrově Reykjanes a v Reykjavíku.

### Turistika

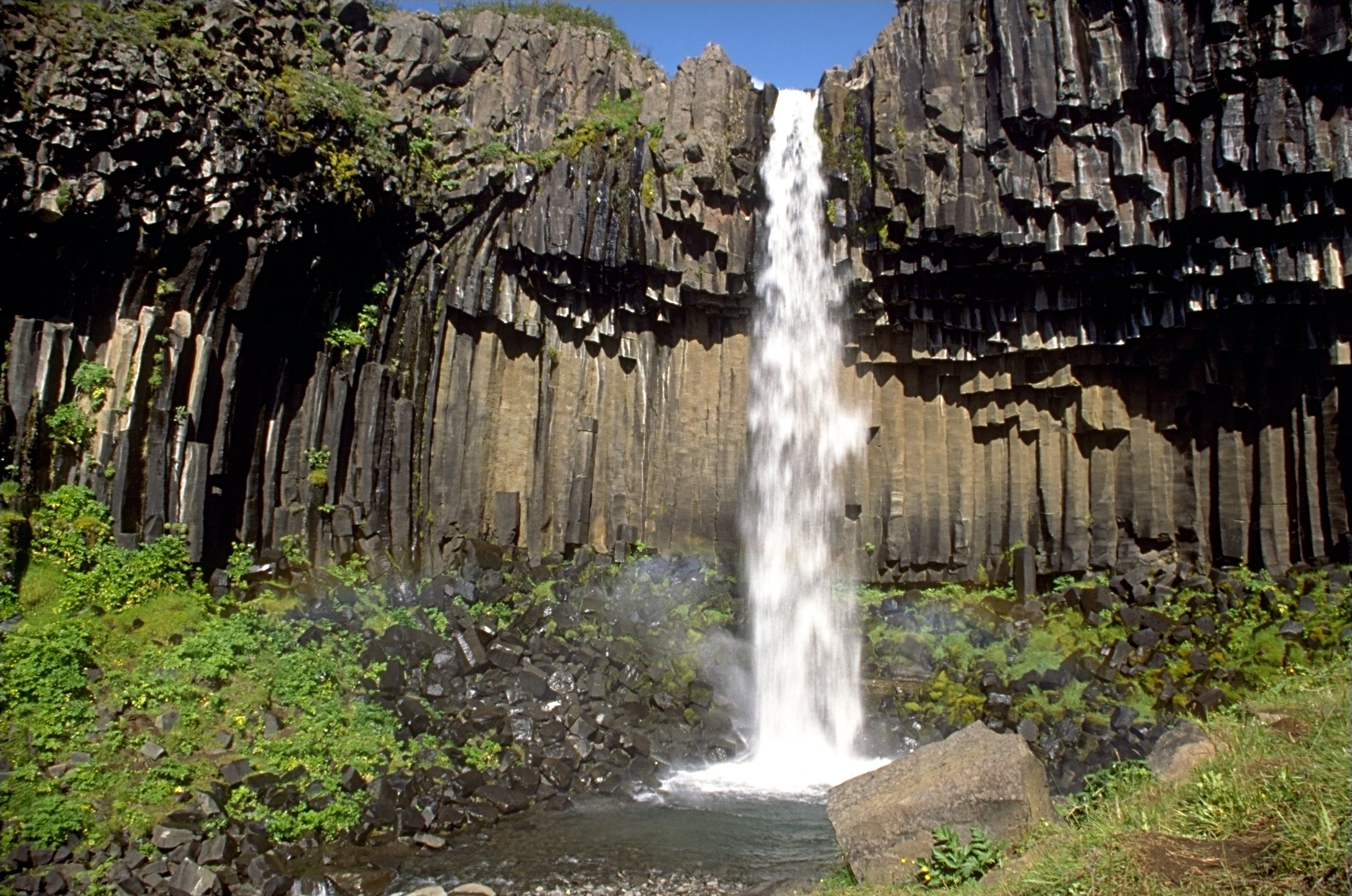
Národní park Skaftafell

Většina výstupů na nejvyšší horu ostrova (poprvé zlezena v roce 1813) začíná v okolí opuštěné farmy Sandfell, asi 12 km jihovýchodně od národního parku Skaftafell. Na sopku Hekla se vystupuje od jihozápadu od Naefurhotu a cesta má 14 km.

#### Národní parky
Na Islandu jsou tři národní parky:
- Národní park Vatnajökull - nejmladší, byl vyhlášen v roce 2008, rozloha 12 000 km² - největší národní park Evropy, zahrnuje ledovec Vatnajökull, Skaftafell (dřívější národní park) a Jökulsárgljúfur (dřívější národní park - na S Islandu)
- Národní park Snæfellsjökull - ustaven v roce 2001
- Národní park Þingvellir - nejstarší národní park

## Geologie

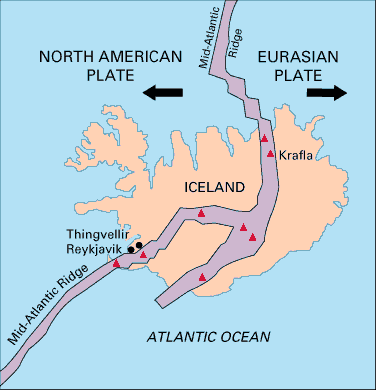
Mapa geologického složení

Island leží na riftové zóně styku dvou litosférických desek středoatlantského hřbetu, který probíhá přes pevninu a vytváří mladou tektonickou zónu.
Na severní straně začíná v oblasti poloostrova Melrakkaslétta a pokračuje na jih přibližně do poloviny ostrova, kde mění směr na jihozápadní a rozdvojuje se. Sopečný materiál budující vlastně celý Island můžeme rozdělit do tří základních zón. Geologicky nejstarší část tvoří tzv. starší bazaltové plató složené z třetihorních čedičů o stáří až 16 milionů let. Tato formace buduje rozsáhlé oblasti zejména na severu a severozápadě ostrova, a také na východním pobřeží. Mladší bazaltové pásmo je šedě zbarvené a lemuje v úzkých pruzích současnou vulkanickou zónu. Prokazatelné stáří se pohybuje mezi 0,2 až 3 miliony let. Plošiny jsou složeny převážně čedičem a doleritem, v menší míře se zde vyskytují i horniny kyselejší, především ryolity.
Centrální mladá vulkanická zóna je tvořena horninami, jejichž stáří se pohybuje v rozmezí 0,7 milionu let až po nedávné výlevy čedičů. Jde o jednu z nejaktivnějších oblastí na světě s více než 2 000 erupcemi v poledové době (tj. za 10 000 let). Unikátní jsou tvary vzniklé podledovcovými výbuchy. Láva se při styku s ledem nebo tavnou vodou rychle ochlazuje a tuhne. Pokud přitom pronikne ledovcovou hmotou nebo hladinou jezera, vzniká útvar podobný stolové hoře (v islandštině stapi).

## Podnebí

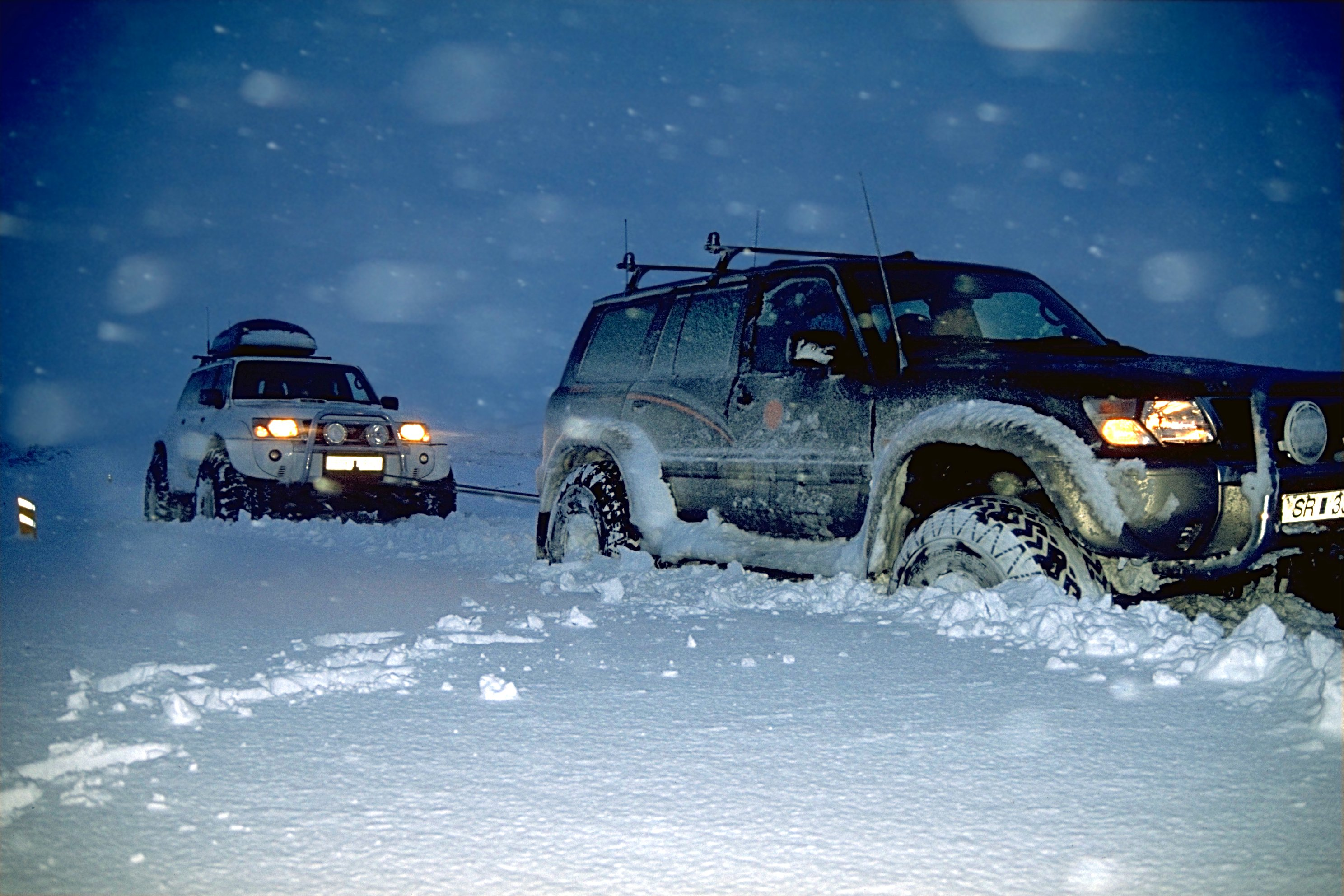
Sněžení na Islandu v zimě

Island leží v blízkosti centra tlakové níže a přes svou severní polohu má díky teplým vodám Golfského proudu mírné oceánské klima. Míšení teplých a chladných mořských vod má za následek vznik vydatných dešťů. Občas se zde vidí i polární záře.

### Srážky
Množství srážek klesá přibližně směrem od jihozápadu na severovýchod. Jejich roční úhrn je na jihozápadě 1500 až 3000 mm podle nadmořské výšky, na severu a východě pouze 250 až 350 mm. Velká proměnlivost charakterizuje počasí celého ostrova. V Reykjavíku je průměrný roční úhrn srážek 779 mm, v Akureyri 445 mm. V Reykjavíku je průměrně 18 deštivých dnů za měsíc, v Akureyri pouze 14 dnů.

### Teplota
Zima je na jihu mírná s průměrnou lednovou teplotou v nížinách od 2 °C do -1 °C na horách až -5 °C. Na severu je zima chladnější než na jihu asi o 2 °C, tedy v nížinách mezi 0 °C až -3 °C na horách i -10 °C. Letní teploty jsou na jihu v průměru o 1 °C vyšší než na severu. Nejnižší teploty jsou u otevřeného pobřeží 11 °C, nejvyšší 14 °C ve vnitrozemí, ne ovšem ve vysokých polohách, tam jsou teploty mezi 7 až 11 °C u ledovců pouze 5 °C.
Noční teploty nejsou u pobřeží kruté, pohybují se v zimě od 0 °C na otevřeném pobřeží až -4 °C v údolích. Na horách jsou teploty mnohem nižší, pohybují se od -3 °C do -15 °C na ledovcích. Noční teploty v létě jsou nejteplejší na jihu až 9 °C, na severu a vnitrozemí mezi 0 až 6 °C.

#### Průměrné teploty vzduchu
Reykjavík leží u částečně otevřeného pobřeží na západě ostrova, Bolungarvík na severozápadě u otevřeného pobřeží, Akureyri na severu ve vnitrozemí a Vestmannaeyjar u otevřeného pobřeží na jihu.
| Reykjavík – podnebí                                 | Reykjavík – podnebí | Reykjavík – podnebí | Reykjavík – podnebí | Reykjavík – podnebí | Reykjavík – podnebí | Reykjavík – podnebí | Reykjavík – podnebí | Reykjavík – podnebí | Reykjavík – podnebí | Reykjavík – podnebí | Reykjavík – podnebí | Reykjavík – podnebí | Reykjavík – podnebí |
| Období                                              | leden               | únor                | březen              | duben               | květen              | červen              | červenec            | srpen               | září                | říjen               | listopad            | prosinec            | rok                 |
| --------------------------------------------------- | ------------------- | ------------------- | ------------------- | ------------------- | ------------------- | ------------------- | ------------------- | ------------------- | ------------------- | ------------------- | ------------------- | ------------------- | ------------------- |
| Průměrné denní maximum [°C]                         | 1,9                 | 2,8                 | 3,2                 | 5,7                 | 9,4                 | 11,7                | 13,3                | 13,0                | 10,1                | 6,8                 | 3,4                 | 2,2                 | 7,0                 |
| Průměrné denní minimum [°C]                         | −3,0                | −2,1                | −2,0                | 0,4                 | 3,6                 | 6,7                 | 8,3                 | 7,9                 | 5,0                 | 2,2                 | −1,3                | −2,8                | 1,9                 |
| Průměrné srážky [mm]                                | 75,6                | 71,8                | 81,8                | 58,3                | 43,8                | 50,0                | 51,8                | 61,8                | 66,5                | 85,6                | 72,5                | 78,7                | 798,2               |
| Zdroj: World Weather Information Service 2010-03-21 |                     |                     |                     |                     |                     |                     |                     |                     |                     |                     |                     |                     |                     |

| Bolungarvík – podnebí       | Bolungarvík – podnebí | Bolungarvík – podnebí | Bolungarvík – podnebí | Bolungarvík – podnebí | Bolungarvík – podnebí | Bolungarvík – podnebí | Bolungarvík – podnebí | Bolungarvík – podnebí | Bolungarvík – podnebí | Bolungarvík – podnebí | Bolungarvík – podnebí | Bolungarvík – podnebí | Bolungarvík – podnebí |
| Období                      | leden                 | únor                  | březen                | duben                 | květen                | červen                | červenec              | srpen                 | září                  | říjen                 | listopad              | prosinec              | rok                   |
| --------------------------- | --------------------- | --------------------- | --------------------- | --------------------- | --------------------- | --------------------- | --------------------- | --------------------- | --------------------- | --------------------- | --------------------- | --------------------- | --------------------- |
| Průměrné denní minimum [°C] | −2,1                  | −2,6                  | −2,4                  | 0,1                   | 3,8                   | 6,6                   | 8,2                   | 7,8                   | 5,3                   | 2,5                   | 0,4                   | −1,6                  | 2,2                   |
| Průměrné srážky [mm]        | 108                   | 91                    | 94                    | 67                    | 48                    | 52                    | 54                    | 66                    | 99                    | 125                   | 122                   | 102                   | 1 028                 |
| Zdroj: GAISMA 2010-10-14    |                       |                       |                       |                       |                       |                       |                       |                       |                       |                       |                       |                       |                       |

| Akureyri – podnebí              | Akureyri – podnebí | Akureyri – podnebí | Akureyri – podnebí | Akureyri – podnebí | Akureyri – podnebí | Akureyri – podnebí | Akureyri – podnebí | Akureyri – podnebí | Akureyri – podnebí | Akureyri – podnebí | Akureyri – podnebí | Akureyri – podnebí | Akureyri – podnebí |
| Období                          | leden              | únor               | březen             | duben              | květen             | červen             | červenec           | srpen              | září               | říjen              | listopad           | prosinec           | rok                |
| ------------------------------- | ------------------ | ------------------ | ------------------ | ------------------ | ------------------ | ------------------ | ------------------ | ------------------ | ------------------ | ------------------ | ------------------ | ------------------ | ------------------ |
| Průměrné denní maximum [°C]     | 0,9                | 1,7                | 2,1                | 5,4                | 9,5                | 13,2               | 14,5               | 13,9               | 9,9                | 5,9                | 2,6                | 1,3                | 6,7                |
| Průměrné denní minimum [°C]     | −5,5               | −4,7               | −4,2               | 1,5                | 2,3                | 6,0                | 7,5                | 7,1                | 3,5                | −0,4               | −3,0               | −5,1               | 0,4                |
| Průměrné srážky [mm]            | 55,2               | 42,5               | 43,3               | 29,2               | 19,3               | 28,2               | 33,0               | 34,1               | 39,1               | 58,0               | 54,2               | 52,8               | 488,9              |
| Zdroj: World Climate 2010-03-22 |                    |                    |                    |                    |                    |                    |                    |                    |                    |                    |                    |                    |                    |

| Vestmannaeyjar – podnebí        | Vestmannaeyjar – podnebí | Vestmannaeyjar – podnebí | Vestmannaeyjar – podnebí | Vestmannaeyjar – podnebí | Vestmannaeyjar – podnebí | Vestmannaeyjar – podnebí | Vestmannaeyjar – podnebí | Vestmannaeyjar – podnebí | Vestmannaeyjar – podnebí | Vestmannaeyjar – podnebí | Vestmannaeyjar – podnebí | Vestmannaeyjar – podnebí | Vestmannaeyjar – podnebí |
| Období                          | leden                    | únor                     | březen                   | duben                    | květen                   | červen                   | červenec                 | srpen                    | září                     | říjen                    | listopad                 | prosinec                 | rok                      |
| ------------------------------- | ------------------------ | ------------------------ | ------------------------ | ------------------------ | ------------------------ | ------------------------ | ------------------------ | ------------------------ | ------------------------ | ------------------------ | ------------------------ | ------------------------ | ------------------------ |
| Průměrné denní maximum [°C]     | 3,4                      | 3,9                      | 3,8                      | 5,5                      | 8,0                      | 10,0                     | 11,7                     | 11,6                     | 9,2                      | 6,8                      | 4,4                      | 3,6                      | 6,8                      |
| Průměrné denní minimum [°C]     | −0,6                     | 0,1                      | −0,2                     | 1,6                      | 4,2                      | 6,6                      | 8,1                      | 8,2                      | 5,9                      | 3,5                      | 0,5                      | −0,6                     | 3,1                      |
| Průměrné srážky [mm]            | 158,2                    | 139,1                    | 141,4                    | 116,5                    | 105,4                    | 102,2                    | 94,9                     | 140,3                    | 131,2                    | 161,5                    | 154,1                    | 143,5                    | 1 588,3                  |
| Zdroj: World Climate 2010-03-23 |                          |                          |                          |                          |                          |                          |                          |                          |                          |                          |                          |                          |                          |

#### Teplotní rekordy
Nejvyšší naměřená teplota byla na jihovýchodě území a to 30,5 °C naopak nejnižší ve vnitrozemí -39,7 °C. Nejvyšší teplota v Reykjavíku byla naměřena dne 11. srpna 2004 a to 25,1 °C. Nejnižší 21. ledna 1918 a to -24,5 °C.

### Vítr
Vítr většinou vane z východu. Jen velmi zřídka je to ze západu nebo severozápadu. Rychlost větru se zmenšuje směrem k nižším polohám, ale i tam je při bouřkách silný. Nejvyšší naměřená rychlost větru byla větší než 50 m/s (180 km/h).

### Bouře
Bouřky jsou na Islandu velmi vzácné. Vyskytnou se v průměru pouze pětkrát za rok na jihu Islandu, nejčastěji v letních měsících. Ojediněle se vyskytují i v zimě a to v případě, že tlaková níže z jihozápadu přejde Island. Studený vzduch z Kanady se při cestě na Island ohřeje teplým vzduchem přicházejícím z Evropy a tím vznikají bouřkové mraky. Blesk v roce 1865 zabil tři osoby na jihozápadě Islandu.
Písečné bouře se také vyskytují na Islandu. Vznikají silným větrem od ledovců hlavně od ledovce Vatnajökull.

## Ledovce

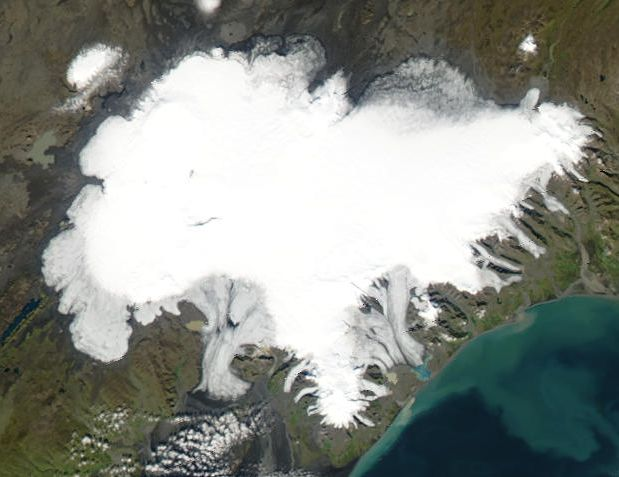
ledovec Vatnajökull ze satelitu

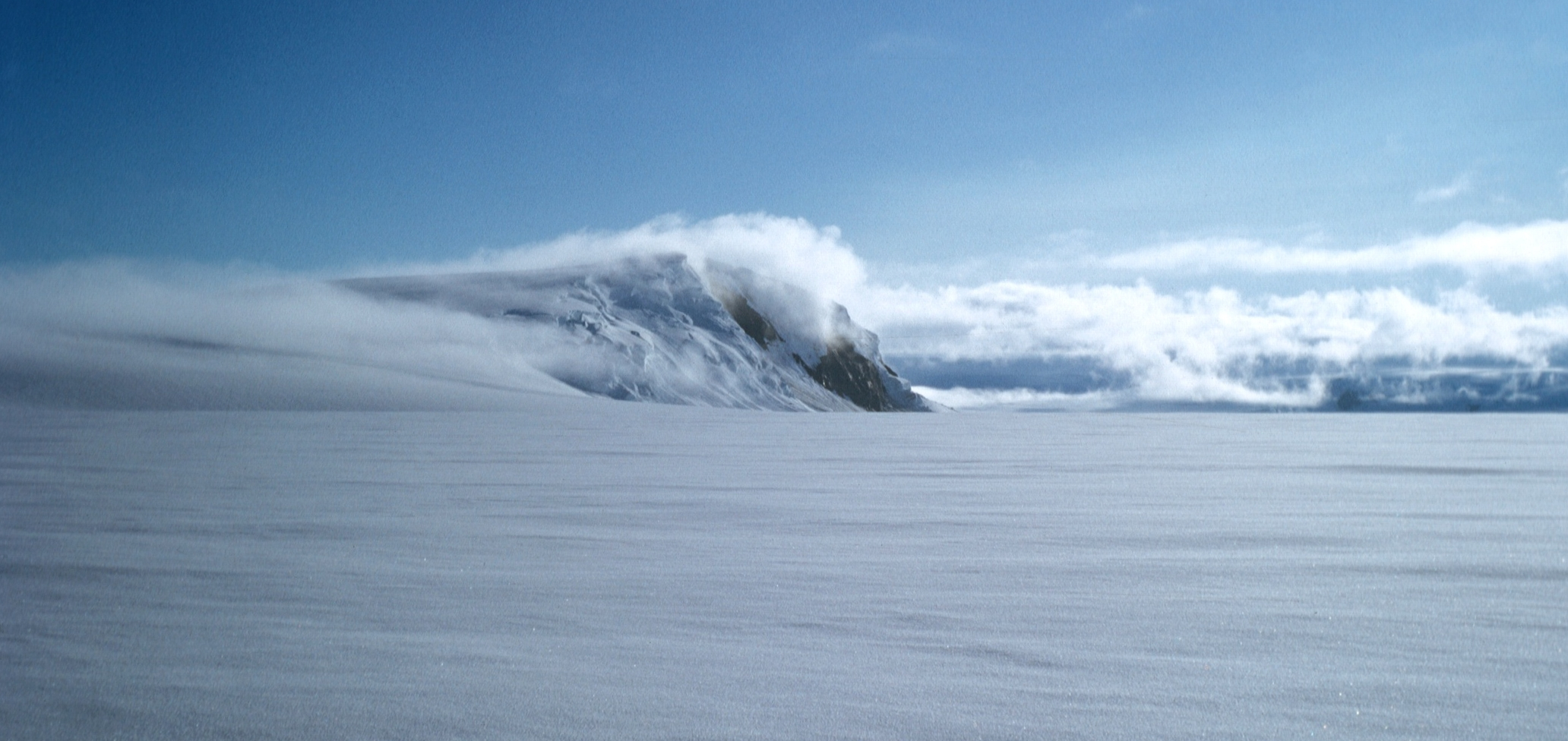
Vulkán Grímsvötn na ledovci Vatnajökull

Prakticky celý ostrov nese stopy po činnosti ledovců, jako jsou velká ledovcová údolí s čedičovými vrstvami vyhlazenými při pohybu ledové hmoty, nebo naopak rozbrázděnými úlomky materiálu, který uvízl na bázi ledovců. Podobně svědčí o ledovcové aktivitě i množství morén a obrovské výplavové plošiny - sandry. V pleistocénu prodělal ostrov klimatické změny, které měly za následek postup a ústup ledovců. Celkem ledovce pokrývají 11 % rozlohy Islandu.
Největší ledovcová oblast ostrova a druhá v celé Evropy, Vatnajökull na jihovýchodě měří 8 100 km², což představuje zhruba 8 % rozlohy Islandu. Větším ledovcem v Evropě je pouze na Špicberkách. Ačkoliv Vatnajökull vypadá jako jednoduchá ledovcová čapka, ve skutečnosti se skládá z několika nezávislých ledových těles umístěných na podledovcových sopečných vrcholech. Sopky překryté ledovou hmotou jsou v řadě případů aktivní (naposledy v r. 1997). Jejich činnost vyvolala katastrofické povodně, které se valily údolím řeky Jökulsá á Fjöllum na sever a vytvořily unikátní tvary na severním pobřeží ostrova.

### Největšíledovce
- Vatnajökull 8100 km²
- Langjökull 953 km²
- Hofsjökull 925 km²
- Mýrdalsjökull 596 km²
- Drangajökull 160 km²

## Vodstvo

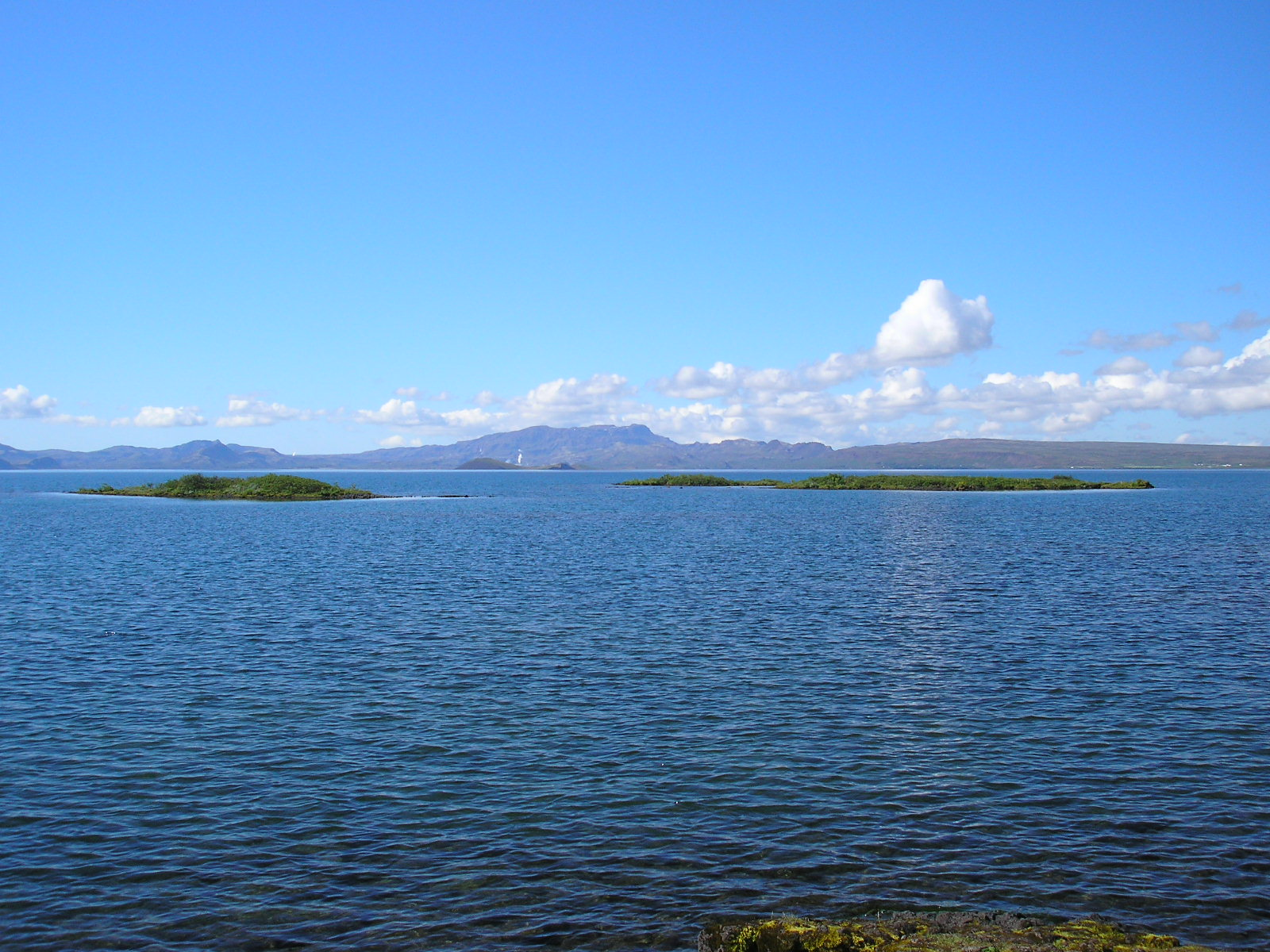
Jezero Þingvallavatn

V horských oblastech pramení největší zdejší řeky napájené ledovci. Patří mezi ně Þjórsá, Hvítá a nejvodnější Jökulsá á Fjöllum. V důsledku mladých tektonických pohybů se vodní toky vyznačují množstvím vodopádů založených na puklinách a zlomech (Dettifoss, Skógafoss, Gullfoss). Typickým rysem krajiny je také množství jezer vytvořených činností ledovců (jezero Lagarfljót) nebo vzniklých v důsledku tektonických poklesů (jezero Þingvallavatn). Řada jezer vznikla v kráterech sopek (maar Vítí), případně jsou hrazena lávovými proudy (jezero Mývatn) či ledovcovými morénami.
2796 km² státu tvoří voda, což je 2,71 % z celkové rozlohy státu.
| - Þjórsá 230 km - Jökulsá á Fjöllum 206 km - Skjálfandafljót 178 km - Blanda 125 km - Hvítá 40 km - Lagarfljót 25 km - Ölfusá 25 km - Sog 19 km |  | - Þórisvatn 88 km² - Þingvallavatn 84 km² - Blöndulón 57 km² - Lagarfljót 53 km² - Mývatn 37 km² - Hóp 35 km² - Hvítárvatn 30 km² |  | - Glymur 198 m - Háifoss 122 m - Seljalandsfoss 60 m - Skógafoss 60 m - Dettifoss 44 m - Gullfoss 32 m - Aldeyjarfoss 20 m |

## Termální prameny a gejzíry

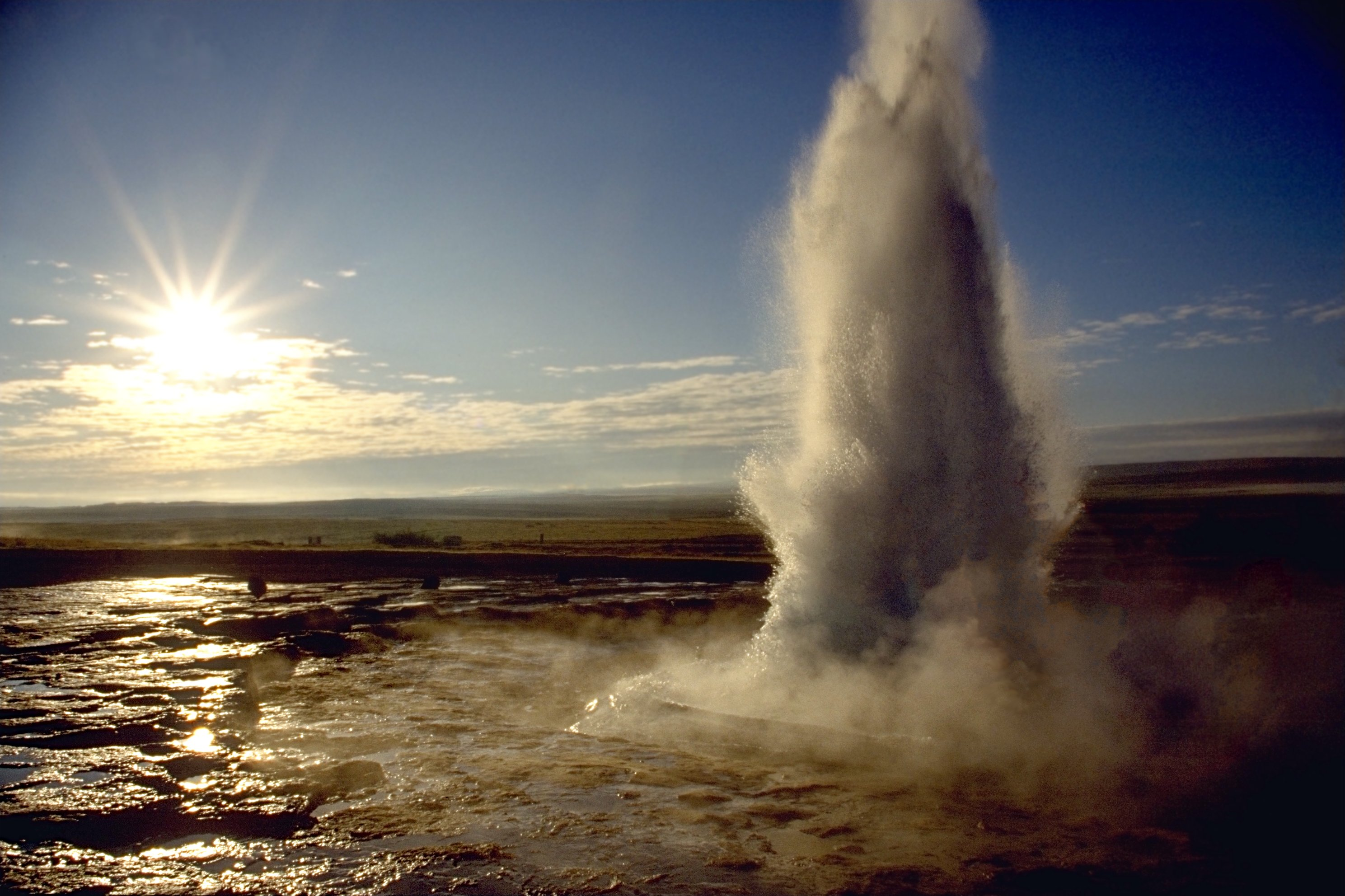
Gejzír Strokkur

Se sopečnou činností úzce souvisí termální prameny a gejzíry. Typickým doprovodným znakem vulkanické činnosti je i přítomnost bahenních sopek, sirovodíkem páchnoucích solfatar a fumarol. Nejznámější místo výskytu těchto úkazů je Námaskard u jezera Mývatn. Největší koncentrace gejzírů je v lokalitě Haukadalur, 50 km od jižního pobřeží. Od místního tzv. Velkého gejzíru pochází ono mezinárodně užívané slovo gejzír. V současnosti je však tento otec gejzírů nečinný a hlavní atrakcí oblasti je jeho menší obdoba Strokkur, pravidelně chrlící vodu až do výše 30 m.

## Pobřeží

### Ostrovy
Největším ostrovem mimo ostrov Island je ostrov Heimaey s rozlohou 13,4 km². Mnohem známějším ostrovem je Surtsey. Surtsey vznikl sopečnou erupcí v roce 1963. Měl rozlohu 2,7 km², nyní jen 1,4 km². Tyto dva ostrovy patří do souostroví Vestmannaeyjar. Dalšími většími ostrovy jsou Grímsey na sever od Islandu a Hrísey u města Akureyri.

#### Seznam islandských ostrovů
| Ostrov     | Rozloha (km²) |
| ---------- | ------------- |
| Island     | 103 000       |
| Heimaey    | 13,4          |
| Hrísey     | 7,7           |
| Grímsey    | 5,3           |
| Surtsey    | 1,9           |
| Kolbeinsey | 0,000009      |

### Fjordy

Mapa největších fjordů

#### Seznam největších fjordů
| - Arnarfjörður - Álftafjörður - Berufjörður - Borgarfjörður - Breiðafjörður - Dýrafjörður - Eskifjörður - Eyjafjörður - Fáskrúðsfjörður - Faxaflói - Hamarsfjörður |  | - Hornafjörður - Hrútafjörður - Húnaflói - Hvammsfjörður - Hvalfjörður - Ísafjarðardjúp - Ísafjörður - Kollafjörður - Mjóifjörður - Norðfjörður - Ólafsfjörður |  | - Patreksfjörður - Reyðarfjörður - Seyðisfjörður - Siglufjörður - Skagafjörður - Skjálfandi - Skutulsfjörður - Steingrímsfjörður - Tálknafjörður - Vopnafjörður - Öxarfjörður |

## Fauna a flóra

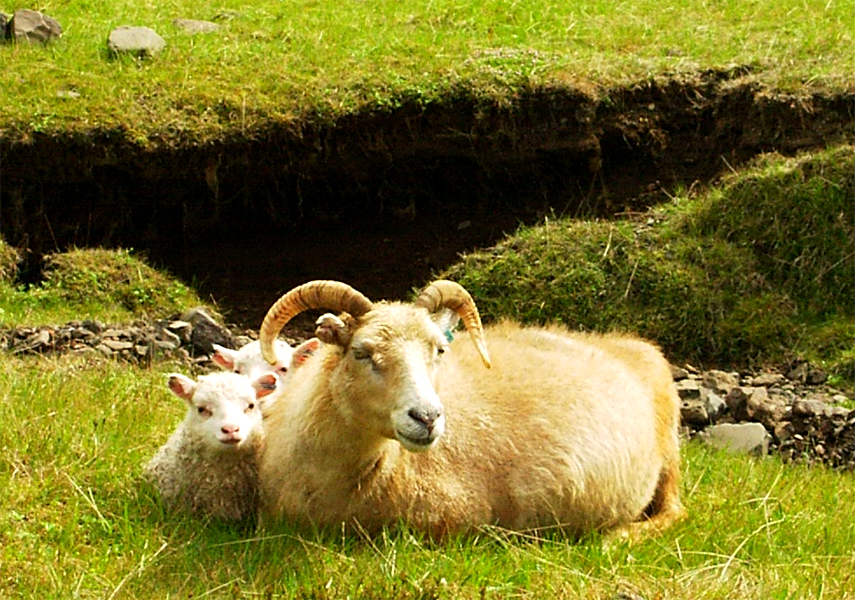
Islandská ovce

Jedinými stromy, s nimiž se zde v současnosti setkáme, jsou trpasličí vrby, zakrslé břízy typické pro tundrovou vegetaci a jalovec. Rostou tu různé druhy brusnicovitých a šichovitých rostlin. Hojné jsou lišejníky a ostřicové trávy typické pro bažiny a mokřiny. Nápadnějšími květy upoutají v krátkém létě např. kakost, endemitní mák, nízký turan, smetánka či zvonek. Z nízkých orchidejí můžeme vidět Platanthera hyperborea, roste tu protěž aj.
Jednotvárná vegetace neposkytuje dostatek potravy zvěři, která je druhově velmi chudá. Žije tu liška polární, na krách sem občas zabloudí medvěd lední. Nejrozšířenější faunou ostrova jsou bezpochyby ptáci a také ovce. Kolonie papuchalků, alek, chaluh a racků v pobřežních fjordech patří k turisticky vyhledávaným lokalitám.
Nezanedbatelným druhem jsou islandští koně, jediné koňské plemeno žijící na ostrově,[zdroj?] považované za jedno z nejčistších plemen světa.[zdroj?] Je známé svými chody (tölt, rychlý mimochod), které jsou odlišné od chodů ostatních koňských plemen Evropy.[zdroj?]

## Města

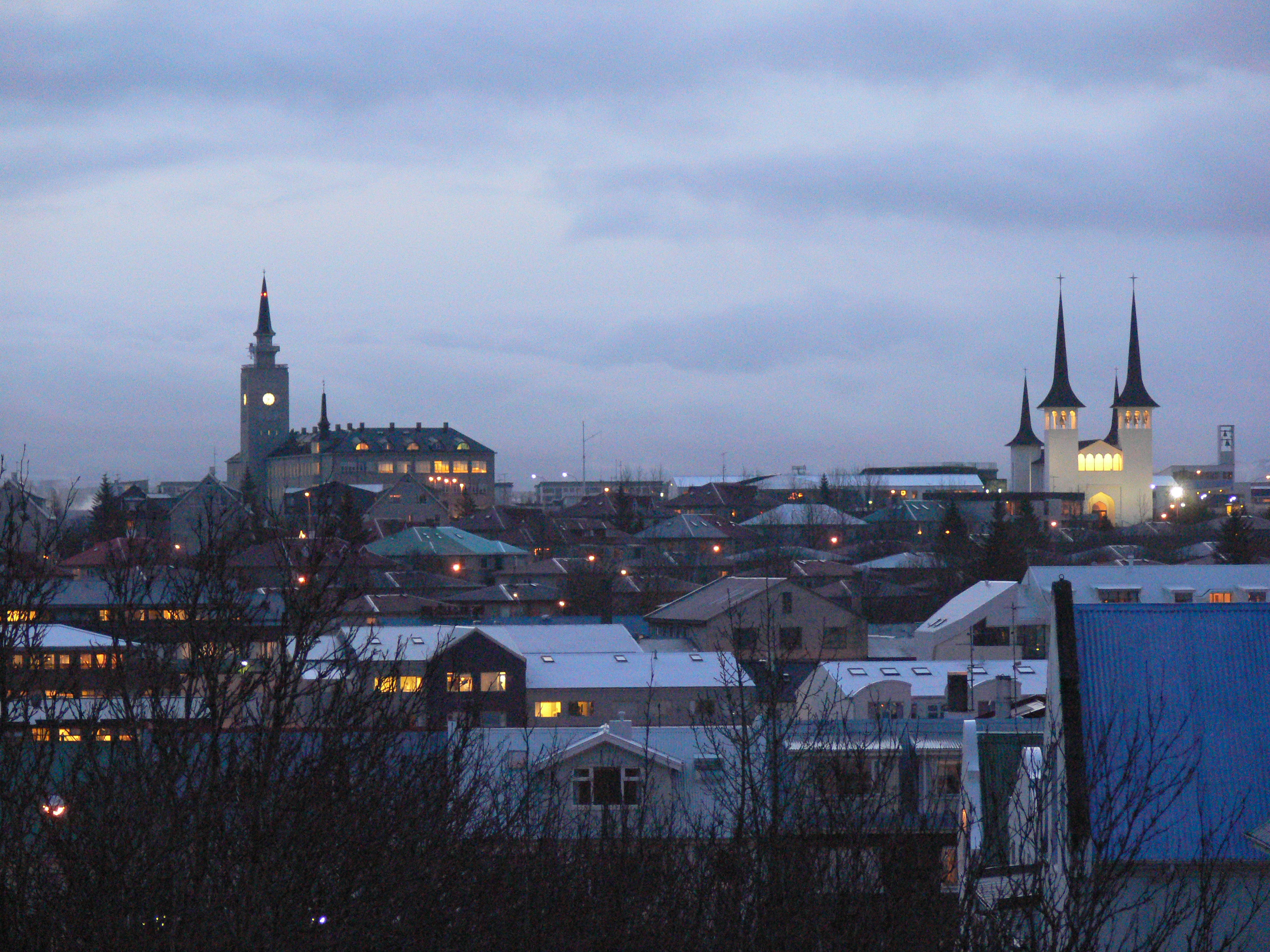
Reykjavík

Hlavním a největším městem je Reykjavík. Je nejseverněji položené hlavní město na světě. Žije v něm 117 721 obyvatel, což je 38 % z celkového počtu obyvatel Islandu. Akureyri se považuje za druhé největší město, protože města Kópavogur a Hafnarfjörður, která jsou větší, patří do aglomerace Reykjavíku a jsou téměř spojena.
Seznam měst nad 5000 obyvatel podle pořadí:
- 1. Reykjavík 117 721 obyvatel
- 2. Kópavogur 28 291 obyvatel
- 3. Hafnarfjörður 24 712 obyvatel
- 4. Akureyri 17 158 obyvatel
- 5. Keflavík 10 200 obyvatel
- 6. Garðabær 9877 obyvatel
- 7. Mosfellsbær 7808 obyvatel
- 8. Selfoss 5997 obyvatel
- 9. Akranes 5955 obyvatel

## Administrativní dělení
Island se dělí na obce (sveitarfélög), hrabství (sýslur), regiony (hluti) okruhy (kjördæmi).

### Obce
Islandské obce jsou lokální administrativní části, kde se provozují různé služby jako jsou mateřské školky, základní školy, sociální služby, třídění odpadu, státní dům, veřejná doprava a služby pro penzisty a invalidy. Každá musí mít svého starostu. Jsou upravovány každé čtyři roky.
Největší počet obcí byl v roce 1950, kdy jich bylo 229. Roku 1995 se počet zmenšil na 170. Nyní je jejich počet 79. Rozmezí počtu obyvatel je mezi 48 až 117 721 a rozmezí rozlohy mezi 2 km² až 8884 km².
Seznam obcí naleznete zde.

### Hrabství
Island se tradičně dělí na 23 hrabství (sýsla, množné číslo sýslur) a 24 nezávislých měst (kaupstaðir).
Seznam hrabství naleznete zde.

### Regiony
Island se dělí na 8 regionů. Islandský region je to samé jako kraj.
Seznam regionů
- Austurland
- Höfuðborgarsvæðið
- Norðurland eystra
- Norðurland vestra
- Suðurland
- Suðurnes
- Vestfirðir
- Vesturland

### Okruh
Island je rozdělen na 6 okruhů, z toho 3 velké a 3 malé. Mezi velké okruhy patří Norðvestur (severozápadní), Norðaustur (severovýchodní) a Suður (jižní). Mezi malé patří Suðvestur (jihozápadní) a Reykjavík Norður a Reykjavík Suður (Reykjavík severní a Reykjavík jižní). Okruhy byly vytvořeny roku 1999.

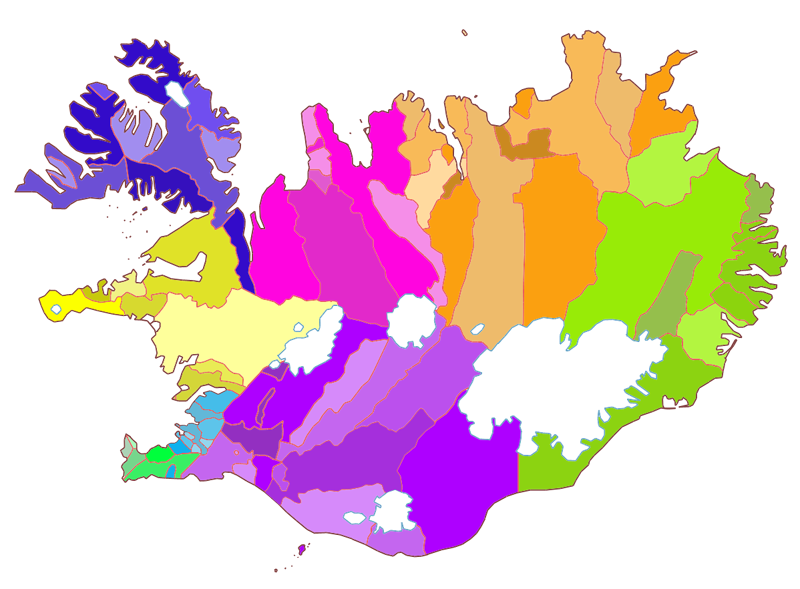
Obce Islandu
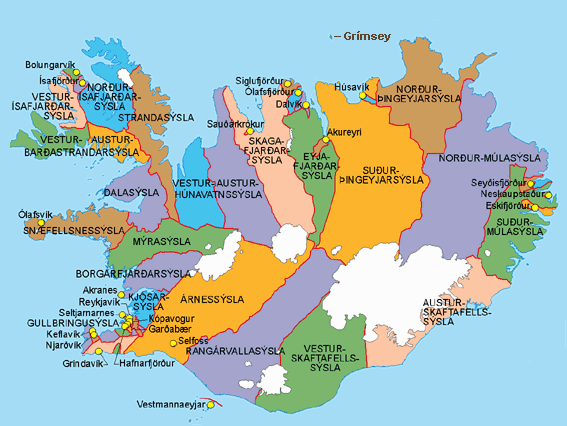
Hrabství Islandu
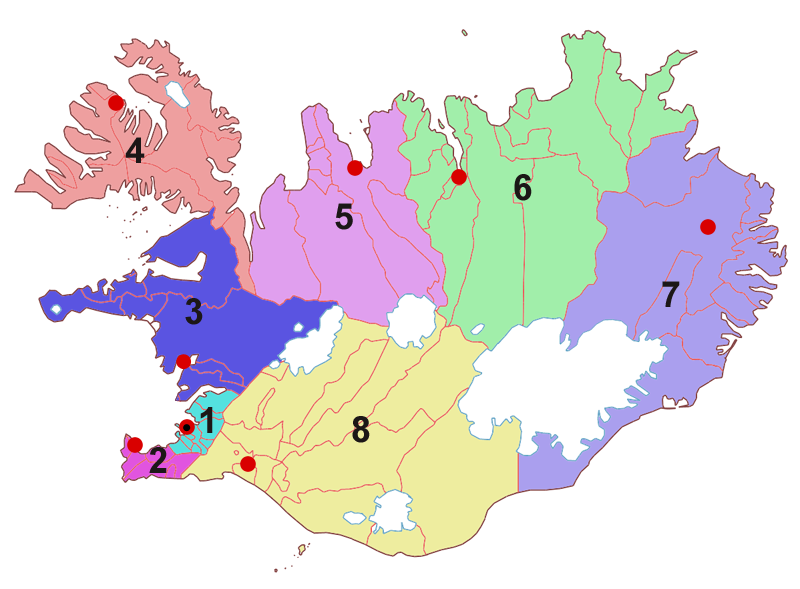
Regiony Islandu
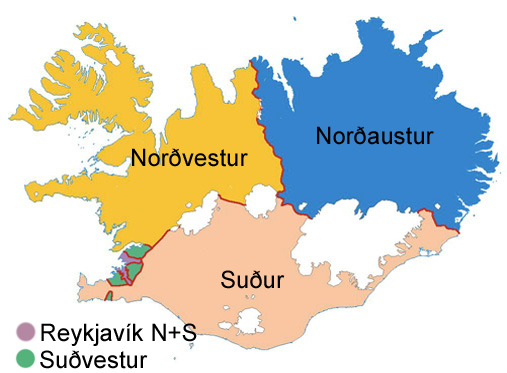
Okruhy Islandu

## Statistiky
Rozloha
- celková rozloha: 103 125 km²
- souš: 100 329 km²
- voda: 2 796 km²

Krajní body
- Nejsevernější bod: Rifstangi 66°32' s.š.
- Nejvýchodnější bod: Gerpir 13°29' z.d.
- Nejjižnější bod: Kötlutangi 63°23' s.š.
- Nejzápadnější bod: Bjargtangar 24°32' z.d.

Využití půdy
- orná půda: 0,07 %
- pastviny: 23 %
- voda: 2,67 %
- ledovce: 11 %
- lesy: 1 %
- ostatní (písek, kamení, tráva, lidská obydlí): 62,26 %

Zavlažovaná půda
- neexistuje

Přírodní katastrofy
- tání ledovců, zemětřesení, laviny a sopečná aktivita.

Přírodní zdroje
- ryby, vodní energie a geotermální energie